# Международно летище „Бен Гурион“
Международно летище „Бен Гурион“ (на иврит: (נְמַל הַתְּעוּפָה בֵּן גּוּרְיוֹן – Nemal HaTe'ūfa Бен Гурион) е международно летище в Тел Авив, Израел.
То е основното и най-голямото летище в Израел. Наименувано е на първия министър-председател на Израел Давид Бен-Гурион.
Аеропортът е хъб за националните компании – El Al, Israir Airlines, Arkia и Sun D'Or. През 2015 година е обслужило 16,3 милиона души. Намира се на 19 км югоизточно от Тел Авив и е в 5-те най-добри летища в Близкия изток, слави се с отлична охранителна проверка.

## Терминали

### Терминал 1
Терминал 1 е затворен през 2003 година и отново е пуснат в експлоатация през 2007 г. Година по-късно през летния сезон е помагащо звено на терминал 3 с чартърните и нискотарифните компании, след което е затворен за реновация. През лятото на 2009 г. отново е отворен и се очаква за 3-месечната си работа да обслужи 600 000 пътника.
От 2010 година от него целогодишни полети изпълняват авиокомпаниите Vueling до Барселона, easyJet до Базел, Женева, Лондон „Лутън“, Манчестър. През 2015 година летището под някои условия разрешава експлоатацията на терминала от нискобюджетните компании. Терминалът е уголемен и модернизиран.
| Авиокомпания          | Град – летище |
| --------------------- | --- |
| easyJet               | Амстердам, Берлин – Шьонефелд, Лондон – Гетуик, Лондон – Лутън, Манчестър, Милано – Малпенса, Париж – Шарл дьо Гол                                          |
| easyJet Switzerland   | Базел, Женева |
| Israir Airlines       | Ейлат |
| Norwegian Air Shuttle | Барселона, Копенхаген, Стокхолм – Арланда |
| Wizz air              | Будапеща – Ференц Лист, Букурещ – Отопени (Анри Коанда),Варна Интернешънъл, Варшава – Фредерик Шопен, Вилнюс, Катовице, Клуж-Напока, Прага, Рига, София, Яш |

### Терминал 3
Терминал 3 е пуснат в експлоатация през 2008 г. и замества терминал 1, поемайки пътникопотока от и за Израел. Първият полет, който бележи отварянето на вратите, е на израелската авиокомпания El Al до Ню Йорк.
Някои от полетите са дадени в таблицата.
| Авиокомпания                   | Град – летище                                  |
| ------------------------------ | ---------------------------------------------- |
| Aegan Airlines                 | Атина, Ларнака                                 |
| Aeroflot                       | Москва – Шереметиево, Санкт Петербург          |
| Air Berlin                     | Берлин – Тегел                                 |
| Air Canada                     | Торонто – Пиърсън                              |
| Air Europa                     | Мадрид – Барахас                               |
| Air France                     | Париж – Шарл дьо Гол                           |
| Air Serbia                     | Белград – Никола Тесла                         |
| Alitalia                       | Рим – Фиумичино (Леонардо да Винчи)            |
| Austrian Airlines              | Виена                                          |
| Blue Air                       | Букурещ – Отопени                              |
| British Airways                | Лондон – Хийтроу                               |
| Brussels Airlines              | Брюксел                                        |
| Bulgaria Air                   | София сезонни: Бургас, Варна                   |
| Czech Airlines                 | Прага                                          |
| Delta Airlines                 | Ню Йорк – Джон Ф. Кенеди                       |
| Ethiopian Airlines             | Адис Абеба                                     |
| Germania                       | Дюселдорф, Хамбург                             |
| Hainan Airlines                | Пекин                                          |
| Iberia                         | Мадрид – Барахас                               |
| KLM                            | Амстердам                                      |
| Korean Air                     | Сеул – Инчон                                   |
| LOT                            | Варшава – Фредерик Шопен                       |
| Lufthansa                      | Мюнхен, Франкфурт                              |
| Swiss International Air Lines  | Цюрих                                          |
| TAROM                          | Букурещ – Отопени (Анри Коанда), Яш            |
| Transavia                      | Амстердам, Мюнхен                              |
| Turkish Airlines               | Истанбул – Ататюрк, Истанбул – Сабиха Гьокчен  |
| Ukraine International Airlines | Днипро, Киев Бориспол, Одеса                   |
| United Airlines                | Нюарк, Сан Франциско                           |
| Vueling                        | Барселона, Рим – Фиумичино (Леонардо да Винчи) |

## Полети
От израелски авиокомпании
| Авиокомпания    | Град – летище |
| --------------- | --- |
| Arkia           | Аман, Ейлат, Ларнака, Мюнхен, Париж – Шарл дьо Гол, Пловдив |
| El Al           | Амстердам, Атина, Банкок, Барселона, Берлин – Шьонефелд, Бостън, Брюксел, Будапеща – Ференц Лист, Букурещ – Отопени (Анри Коанда), Варшава – Фредерик Шопен, Венеция, Верона, Виена, Женева, Йоханесбург, Киев, Лондон – Хийтроу, Лондон – Лутън, Лос Анджелис, Мадрид – Барахас, Марсилия, Милано – Малпенса, Москва – Домодедово, Мумбай, Мюнхен, Нюарк, Ню Йорк – Джон Ф. Кенеди, Париж – Шарл дьо Гол, Пекин, Прага, Рим – Фиумичино (Леонардо да Винчи), София, Торонто – Пиърсън, Франкфурт, Хонг Конг, Цюрих |
| Israir Airlines | Атина, Берлин – Шьонефелд, Ейлат, Ларнака, Мадрид – Барахас, Рим – Фиумичино (Леонардо да Винчи) |